# Donetski
Donetski (en ucraniano: Донецький, romanizado: Donetskyi; en ruso: Донецкий) es un asentamiento urbano ucraniano perteneciente al óblast de Lugansk. Situado en el este del país, hasta 2020 era parte del área municipal de Golubivka, pero hoy es parte del raión de Alchevsk y del municipio (hromada) de Donetski.
El asentamiento se encuentra ocupada por Rusia desde la guerra del Dombás, siendo administrada como parte de la de facto República Popular de Lugansk.

## Geografía
Donetski está en el margen derecho del río Lugan, 8 km al norte Golubivka y 50 km al noroeste de Lugansk. 

## Historia
Donetski se fundó en 1904 como pueblo minero en relación con la construcción de una mina de carbón con el nombre de Kamenuvate (en ucraniano: Каменувате). En 1905, se produjeron disturbios en la mina: indignados por el abuso y las duras condiciones de trabajo, los trabajadores mataron al empresario. Luego llevó el nombre de Petrogrado-Donetske (en ucraniano: Петроградо-Донецьке) desde 1910, cuando fue comprada por la sociedad anónima Petro-Donetsk.
Durante la Segunda Guerra Mundial, el pueblo estuvo bajo ocupación alemana. Después del final de las hostilidades, Petrogrado-Donetske fue restaurado de acuerdo con el cuarto plan para la restauración y el desarrollo de la economía nacional de la URSS. 
Se elevó a un asentamiento de tipo urbano en 1963 y ese año recibió su nombre actual.
Desde el verano de 2014, el lugar ha sido ocupado por separatistas de la República Popular de Lugansk durante la guerra del Dombás, pero estuvo ubicado en el frente inmediato entre las partes en conflicto. Tras la firma de Minsk II en febrero de 2015, la línea de demarcación de fuerzas en el Dombás se extiende a lo largo de las afueras del noroeste del asentamiento urbano.

## Demografía
La evolución de la población entre 1989 y 2022 fue la siguiente:
| 5679                                                          | 4773 | 3783 | 3688 | 3531 | 3490 |
| (Fuente: Cities & Towns of Ukraine y UKRAINE: Größere Städte) |      |      |      |      |      |

Según el censo de 2001, la lengua materna de la mayoría de los habitantes, el 49,93%, es el ruso; del 49,65% es el ucraniano.